# Filistata hasselti
Espèce
Synonymes
- Pritha hasselti (Simon, 1906)

Filistata hasselti est une espèce d'araignées aranéomorphes de la famille des Filistatidae.

## Distribution
Cette espèce est endémique d'Indonésie. Elle est originaire de Java, Sumatra ou Sulawesi.

## Description
La femelle subadulte holotype mesure 10 mm.

## Systématique et taxinomie
Cette espèce a été décrite par Simon en 1906. Elle est placée dans le genre Pritha par Lehtinen en 1967 puis dans le genre Filistata par Magalhaes, Berry, Koh et Gray en 2022.

## Étymologie
Cette espèce est nommée en l'honneur d'Alexander Willem Michiel Van Hasselt.

## Publication originale
- Simon, 1906 : « Étude sur les araignées de la section des cribellates. » Annales de la Société Entomologique de Belgique, vol. 50, p. 284-308 (texte intégral).